# لالجي سينغ
لالجي سينغ زميل الأكاديمية الوطنية الهندية للعلوم وزميل أكاديمية العلوم الهندية في بانغلور (5 يوليو 1947 - 10 ديسمبر 2017) هو عالم هندي عمل في مجال تقنية بصمة الحمض النووي في الهند، إذ كان يُعرف عمومًا باسم أبو بصمة الحمض النووي الهندية. عمل سينغ أيضًا في مجالات الأساس الجزيئي لتحديد الجنس، والطب الشرعي للحفاظ على الحياة البرية، وتطور البشر وهجرتهم. في عام 2004، حصل على وسام بادما شري تقديرًا لمساهمته في العلوم والتكنولوجيا الهندية.
أسس سينغ معاهد ومختبرات مختلفة في الهند، بما في ذلك مركز بصمات الحمض النووي والتشخيص في عام 1995، ومختبر حفظ الأنواع المهددة بالانقراض عام 1998، ومؤسسة الجينوم عام 2004، بهدف تشخيص وعلاج الاضطرابات الوراثية التي تؤثر على السكان الهنود، ولا سيما الأشخاص المحرومين الذين يقيمون في المناطق الريفية في الهند.
شغل سينغ منصب نائب رئيس جامعة باناراس الهندوسية الخامس والعشرين ورئيس مجلس محافظي المعهد الهندي للتكنولوجيا فاراناسي من أغسطس 2011 إلى أغسطس 2014. وقبل فترة عمله نائبًا لرئيس جامعة باناراس الهندوسية، عمل أيضًا كمدير لمركز البيولوجيا الخلوية والجزيئية من مايو 1998 إلى يوليو 2009 ومسؤول عن المهام الخاصة لمركز بصمة الحمض النووي والتشخيص في حيدر أباد، الهند بين عامي 1995-1999.

## النشأة والتعليم
وُلد لالجي سينغ ونشأ في قرية صغيرة كالواري في مقاطعة جوانبور في أوتار براديش، الهند. كان والده سوريانارايان سينغ مزارعًا وكان يشغل منصب زعيم القرية. خضع سينغ لتعليمه الابتدائي حتى المستوى الثامن في مدرسة حكومية في كالواري. ومع ذلك، نظرًا لعدم وجود مرافق تعليمية أخرى في القرية للفصول العليا، قُبِل في مدرسة أخرى في قرية براتابجانج القريبة على بعد 6-7 كيلومترات من قريته. بعد الانتهاء من الصف الثاني عشر في مجموعة العلوم في المدرسة، التحق بجامعة باناراس الهندوسية لمتابعة دراسته في علم الحيوان وعلم الوراثة الخلوية.

## التعليم الجامعي
حصل سينغ على درجة البكالوريوس في عام 1964 من جامعة باناراس الهندوسية. سجل سينغ أعلى الدرجات في درجة الماجستير في جامعة باناراس عام 1966، وفاز بالميدالية الذهبية لحصوله على المرتبة الأولى من حيث الجدارة. حصل على زمالة أبحاث المبتدئين من قبل لجنة المنح الجامعية (الهند) عام 1966. ثم عمل سينغ على بحث الدكتوراه في جامعة باناراس الهندوسية وحصل على درجة علمية في عام 1971، لعمله على تطور الأنماط النووية الخلوية في الثعابين في مجال علم الوراثة الخلوية بتوجيه من البروفيسور راي شودري. نُشر ملخص لنتائج بحث الدكتوراه في مجلة كروموسوما. حصل سينغ على وسام الأكاديمية الوطنية الهندسة للعلوم للعلماء الشباب في عام 1974، لعمله البحثي في مجال علم الوراثة الخلوية.

## مسيرة البحث
في 1971-1972، عمل سينغ كباحث مشارك في قسم علم الحيوان، جامعة كلكتا، وفي أبريل 1974، عُيّن كمسؤول عن مجلس البحث العلمي والصناعي. في عام 1974، حصل سينغ على زمالة الكومنولث لإجراء البحوث في جامعة إدنبرة بالمملكة المتحدة، حيث عمل حتى عام 1987. وخلال ذلك الوقت، عمل سينغ أيضًا كعالم زائر في جامعة كلكتا، الهند، لفترة قصيرة وزار الجامعة الوطنية الأسترالية في كانبيرا كزميل زائر.
في يونيو 1987، عاد سينغ إلى الهند وانضم إلى مركز البيولوجيا الخلوية والجزيئية في حيدر أباد، بصفته أحد كبار العلماء. طوّر سينغ أسس تقنية بصمة الحمض النووي للتحقيق الجنائي في الجرائم والنزاعات المدنية. في يوليو 1998، أصبح سينغ المدير الرابع لمركز البيولوجيا الخلوية والجزيئية، حيث عمل حتى يوليو 2009. خلال الفترة من أبريل 2006 إلى يوليو 2015، مُنح سينغ زمالة جي سي بوس للبحث الوطني في الهند. كما حصل على زمالة شانتي سواب بهانتاغر من مجلس البحث العلمي والصناعي في يناير 2010 إلى ديسمبر 2014. في 22 أغسطس 2009، عُيّن سينغ المستشار المساعد الخامس والعشرين لجامعة باناراس في فاراناسي، الهند. خلال فترة عمله التي امتدت لثلاث سنوات كمستشار مساعد في جامعة باناراس، حصل سينغ على راتب رمزي 1 روبية من الجامعة.
منذ عام 2014، ارتبط سينغ بالعديد من المنظمات الأكاديمية والبحثية بصفات مختلفة. ومن بين هؤلاء كونه عضوًا في مجلس إدارة المجلس الهندي للبحوث الزراعية، نيودلهي؛ ورئيس المجلس الاستشاري للبحوث للمكتب الوطني للموارد الوراثية الحيوانية، كارنال؛ ورئيس مركز الأنشطة الإقليمية لمديرية مشروع الدواجن، حيدر أباد؛ وعضو اللجنة الاستشارية للجنة دستور الأدوية في الهند؛ ورئيس مركز الأنشطة الإقليمية للمكتب الوطني للموارد الوراثية السمكية، لكناو؛ وعضو مجلس إدارة جامعة سري راماتشاندرا، تشيناي وعضو مجلس محافظي المعاهد الهندية لتعليم وبحوث العلوم في موهالي. عمل سينغ أيضًا كمدير لمؤسسة الجينوم، وهي منظمة غير ربحية تهدف إلى تطوير تشخيصات جزيئية رخيصة للاضطرابات الوراثية السائدة في المناطق الريفية في الهند.
نشر سينغ أكثر من 230 ورقة بحثية خلال 45 عامًا من البحث، واعتبارًا من أبريل 2013 كان لديه مؤشر إتش (مؤشر يدل على نتاج الباحث) يبلغ 30.

## الابتكارات والمشاركات في العلوم والتكنولوجيا

### تكنولوجيا بصمة الحمض النووي
خلال مسيرته العلمية المبكرة كطالب ماجستير في عام 1968، أصبح سينغ مهتمًا بدراسة علم الوراثة الخلوية للثعابين الهندية. خلال سبعينيات القرن الماضي، أثناء دراسة تطور الكروموسومات الجنسية في نوع من الأفعى الهندية، حدد سينغ وزملاؤه تسلسل الحمض النووي المتكرر والمحفوظ للغاية في أفعى كريت ذات النطاقات والفقاريات الأخرى، والتي أطلقوا عليها اسم التسلسل الأصغر لأفعى كريت ذات النطاقات في عام 1980. حُفظت تسلسلات الصغرى لأفعى كريت ذات النطاقات هذه عبر أنواع مختلفة ووجد أنها متعددة الأشكال في البشر. في عام 1987 حتى عام 1988، أثناء عمله في مركز البيولوجيا الخلوية والجزيئية، أثبت سينغ أن هذا المسبار المشتق من التسلسل الأصغر لأفعى كريت ذات النطاقات يمكن استخدامه لتوليد بصمات الحمض النووي الفردية للبشر من أجل تحقيقات الطب الشرعي. وفي عام 1988، استخدم هذا التحقيق لأول مرة لحل قضية نزاع النسب في الهند. في عام 1991، أنتج سينغ أول دليل قائم على بصمات الحمض النووي في محكمة هندية لتسوية الأبوة المتنازع عليها. تبع ذلك حل قائم على بصمات الحمض النووي لمئات من القضايا المدنية والجنائية، بما في ذلك قضايا مثل قضية اغتيال بينت سينغ وراجيف غاندي، وقضية قتل ناينا ساهني تندور، وقضية سوامي بريماناندا، وقضية سوامي شراداناندا، وقصية قتل بريادارشيني ماتو.
أنشأ هذا العمل بصمة الحمض النووي لاستخدامها كدليل في النظام القانوني في الهند. دفع عمل سينغ في هذا المجال حكومة قسم التكنولوجيا الحيوية في الهند إلى تشكيل مؤسسة مستقلة هي مركز بصمات الحمض النووي والتشخيص عام 1995، بهدف توفير خدمات بصمات الحمض النووي للبلاد، خاصة لأغراض تحديد الهوية البشرية.
اعتُرف بمساهمات سينغ التي عمل عليها طوال حياته لتطوير وإنشاء تقنية بصمة الحمض النووي الأصلية في الهند ولقب أبو بصمات الحمض النووي في الهند.